# Солунски форум
Солунският форум или Солунската агора  (на гръцки: Ρωμαϊκή Αγορά της Θεσσαλονίκης) е древноримският форум на град Солун, Гърция.

## История
Първоначалният комплекс не е построен по римско време и е основно обновен във средата на II век. Втората основна строителна фаза на форума е от средата на III век.
Форумът е комплекс с формата на П, състоящ се от два последователни квадрата, с вход от северната страна (днешната улица „Олимпос“). Състои се от три крила с колонади, с колони в коринтски стил на приземния етаж и йонийски колони на първия етаж, докато на заден план е имало зона с няколко стаи. От южната страна на агората и поради естествения наклон на терена е построен двоен полувкопан сводест портик (cryptoporticus), който поддържа нормалния коринтски портик. Вероятно е функционирал като обществен склад, а по-късно е бил използван като склад на магазините на пазара. Съществуващите магазини са проектирани в първата фаза на строителство на пазара във II век, но са построени във втората фаза в III век. Свободното пазарно пространство е павирано с правоъгълни мраморни плочи и е отворено само от северната страна, през която минава една от главните улици на града - Средната улица. От галериите, които обграждат тази зона, почти изцяло са разкрити южната и източната галерия. Най-добре запазената източна галерия е с мозаечен под, украсен с геометрични фигури. На тяхно място са открити и основи на колони, стълб и коринтски капител.
Зад източното крило се намират монетният двор, Солунският одеон и архивът. Монетният двор на града е идентифициран по еднократни глинени форми, намерени в пещ, с които са изработвали медни монети по метода „разлята свещ“. Най-южното помещение от източната страна е било архивът, тъй като върху източната стена на това пространство са открити отпечатъци от дървени рафтове. В централната част на тази страна е построен одеонът. Достъпът е ставал през пет мраморни врати, от които двете крайни са предназначени изключително за артистите. Стълби отвеждат зрителите към фоайето на одеона. Оркестрата не е полукръгла, а част от елипса. Запазени са някои от белите мраморни плочи на пода. Конхата е базирана на сводести аркади. Днес са запазени седем реда седалки.
Около втората половина на III век форумът на Солун се оформя окончателно, като от трите му покрити страни има обществени пространства. След това подовете на галериите са измазани със здрав хоросан. В средата на IV век подовете са украсени с мозайки, а части от колонадите са ремонтирани. При управлението на Юлиан одеонът е разширен и превърнат в театър, със създаването на втора конха и разширяване на сцената. Новият театър вече побира 2000-2500 зрители.
Към комплекса на форума принадлежат и две римски бани, едната от които е разкопана, а другата все още е заровена под града.
Форумът и театърът със сигурност са използвани поне до VI век. Пазарният комплекс не е разрушен от голямото земетресение от VII век, но постепенно е изоставен. Последващите попълнения на пазара са много малко, в частност керамични работилници, създадени през византийската епоха. Постепенно районът деградира и по време на османското владичество историческият център е зает от изгонените от Испания сефарадски евреи.
На форума е разположен Музеят на Солунския римски форум.